# Герой і жах
Герой і нелюд (англ. Hero and the Terror) — американський трилер режисера Вільяма Теннена.

## Сюжет
Поліцейський Денні О'Браєн дивом залишився живим при затриманні маніяка — душителя Саймона Муна на прізвисько «Монстр». За цю справу преса прозвала його Героєм. У кошмарах Денні знову і знову повертається в цей страшний день. Проходить кілька років, Денні пройшов курс реабілітації і вже почав забувати про Муні, але раптом нав'язливі сни знову починають його турбувати. І не випадково: виявилося, що Монстр утік з клініки і знайшов собі нове лігво в Лос-Анжелесі — десь у надрах нещодавно перебудованого театру. Його жертвами вже стали кілька жінок, а потім і старий друг Денні. Герой знову виходить на слід Монстра.

## У ролях
- Чак Норріс — Денні О'Браєн
- Брінн Теєр — Кей
- Стів Джеймс — Робінсон
- Джек О'Хеллоран — Саймон Мун
- Джефрі Крамер — Дуайт
- Рон О'Ніл — мер
- Мерфі Данн — директор театру
- Хезер Блоджет — Бетсі
- Тоні ДіБенедетто — Добені
- Біллі Драго — доктор Гайватер
- Джо Гузальдо — Копелін
- Пітер Міллер — шеф Бріджес
- Карен Віттер — Джинджер
- Лоррі Голдмен — менеджер Джинджер
- Крістін Вагнер — доктор
- Франсетт Мейс — власник бутіку
- Білл Гарріс — інтерв'юер
- Бренском Річмонд — Віктор
- Мелані Ноубл — Гаррієт
- Шеллі Погода — реєстраторка
- Тііу Леек — диктор ТБ
- Дебора Чешер — медсестра
- Саладін Джеймс — метрдотель
- Мішель Майклс — підприємиця
- Бінс Морокко (в титрах: Dan Barrows) — священник
- Люсі Лі Фліппін  — медіа персона
- Леона Міллс — медіа персона
- Джон Соларі — медіа персона
- Роберт Волл — Волл
- Джеймісон Ші — персонал ресторану
- Сінтія Вільде — персонал ресторану
- Джон Девід Ярборо — персонал ресторану
- Вільям Теннен — інженер-будівельник
- Вініфред Фрідман — Джина
- Гарі Руні — поліцейський
- Філ Шіпко — поліцейський
- Теодор Дж. Мехус — паркувальник
- Рон Шіпп — молодий лікар
- Майкл Кінг — доктор
- Антоніо Канале — дитина
- Чері Сессун — дитина
- Генрі О. Вотсон — сержант
- Даян Робінсон — поліцейська
- Бенні Подда — тренер
- Майкл Блоджет — (в титрах не вказаний)
- Роберт Геммонд — поліцейський (в титрах не вказаний)
- Дойл МакКерлі — коронер (в титрах не вказаний)